# Miss International 1960
Miss International 1960, prima edizione di Miss International, si è tenuta presso Long Beach, in California, il 12 agosto 1960. La colombiana Stella Márquez è stata incoronata Miss International 1960.

## Risultati

### Piazzamenti
| Risultato finale        | Concorrente |
| ----------------------- | --- |
| Miss International 1960 | - Colombia - Stella Márquez |
| 2ª classificata         | - India - Iona Pinto |
| 3ª classificata         | - Islanda - Sigridur Geirsdottir |
| 4ª classificata         | - Inghilterra - Joyce Kay |
| 5ª classificata         | - Stati Uniti - Charlene Lundberg |
| Semifinaliste           | - Austria - Elizabeth Hodacs - Filippine - Edita Resurreccion Vital - Germania - Helga Kirsch - Giappone - Michiko Takagi - Israele - Lili Dajani - Italia - Maria Grazia Jacomelli - Paraguay - Gretel Hedger Carvallo - Polonia - Marzena Malinowska - Singapore - Christl D'Cruz - Venezuela - Gladys Ascanio |

### Riconoscimenti speciali
| Riconoscimento    | Concorrente                             |
| ----------------- | --------------------------------------- |
| Miss Photogenic   | * Islanda - Sigridur Geirsdottir        |
| Miss Friendship   | * Guyana britannica - Julia Ann Adamson |
| Most Popular Girl | * Belgio - Caroline Lecerf              |

## Concorrenti
- Argentina - Slavica Lazaric
- Australia - Joan Stanbury
- Austria - Elizabeth Hodacs
- Belgio - Caroline Lecerf
- Bolivia - Edmy Arana Ayala
- Borneo del Nord - Elizabeth Voon
- Brasile - Magda Renate Pfrimer
- Canada - Margaret Powell
- Ceylon - Yvonne Eileen Gunawardene
- Colombia - Stella Márquez
- Corea del Sud - Kim Jung-ja
- Danimarca - Sonja Menzel
- Ecuador - Magdalena Dávila Gonzalez
- Filippine - Edita Resurreccion Vital
- Finlandia - Marketta Nieminen
- Francia - Jeanne Rossi
- Germania - Helga Kirsch
- Giappone - Michiko Takagi
- Giordania - Gulnar Tucktuck
- Grecia - Kiki Kotsaridou
- Guyana britannica - Julia Ann Adamson
- Hawaii - Patricia Apoliona
- Hong Kong - Lena Woo
- Inghilterra - Joyce Kay
- India - Iona Pinto
- Indonesia - Wiana Sulastini
- Islanda - Sigridur Geirsdottir
- Israele - Lili Dajani
- Italia - Maria Grazia Jacomelli
- Libano - Juliana Reptsik
- Lussemburgo - Liliane Mueller
- Malaysia - Zanariak "Zena" Ahmad
- Marocco - Raymonde Valle
- Norvegia - Lise Hammer
- Paesi Bassi - Katinka Bleeker
- Paraguay - Gretel Hedger Carvallo
- Perù - Irma Vargas Fuller
- Polonia - Marzena Malinowska
- Porto Rico - Carmen Sara Latimer
- Portogallo - Maria Josabete Silva Santos
- Singapore - Christl D'Cruz
- Spagna - Elena Herrera Dávila-Núñez
- Stati Uniti - Charlene Lundberg
- Sudafrica - Nona Sherriff
- Svezia - Gunilla Elm
- Svizzera - Mylene Delapraz
- Tahiti - Teura Bauwens
- Taiwan - Janet Lin Chin-Yi
- Tunisia - Habiba Ben Abdallah
- Turchia - Guler Kivrak
- Uruguay - Beatriz Liñares
- Venezuela - Gladys Ascanio